# Rhinatrematidae
Los rinatremátidos (Rhinatrematidae) son un clado de anfibios gimnofiones, a menudo considerado como el más primitivo dentro de este grupo, compuesto por nueve especies endémicas de Sudamérica.

## Taxonomía
el clado Rhinatrematidae está compuesto por nueve especies repartidas en dos géneros:
- Rhinatrematidae
  - Epicrionops
    - Epicrionops bicolor
    - Epicrionops columbianus
    - Epicrionops lativittatus
    - Epicrionops marmoratus
    - Epicrionops niger
    - Epicrionops parkeri
    - Epicrionops peruvianus
    - Epicrionops petersi

  - Rhinatrema
    - Rhinatrema bivittatum